# Le Professeur (film, 1932)
Pour les articles homonymes, voir Le Professeur.
Pour plus de détails, voir Fiche technique et Distribution.
Le Professeur (titre original : Speak Easily) est un film américain en noir et blanc réalisé par Edward Sedgwick, sorti en 1932.

## Synopsis
Le professeur Post, studieux enseignant d'université, hérite d'une grosse somme d'argent et choisit de profiter enfin de la vie. Tombé amoureux de Pansy Peets, danseuse dans une médiocre revue qu'il est allé voir, il décide de produire le spectacle à Broadway, avec l'aide de Jimmy Dodge. Il rencontre également une autre jeune femme, Eleanor Espere.

## Fiche technique
- Titre original :  Speak Easily
- Réalisateur : Edward Sedgwick
- Scénario : Laurence E. Johnson et Ralph Spence, d'après une histoire de Clarence Budington Kelland (en)
- Photographie : Harold Wenstrom
- Montage : William LeVanway
- Musique : William Axt (non crédité)
- Direction artistique : Cedric Gibbons
- Costumes : Adrian
- Son : Douglas Shearer supervision), Anstruther MacDonald
- Producteur : Buster Keaton (non crédité à ce titre), pour sa société de production
- Sociétés de production : Metro-Goldwyn-Mayer, Buster Keaton Productions
- Société de distribution : Metro-Goldwyn-Mayer
- Pays de production :  États-Unis
- Langue d'origine : anglais américain
- Format : noir et blanc — pellicule : 35 mm — image : 1,37:1 — son : mono (Western Electric Sound System)
- Genre : comédie
- Durée : 82 minutes
- Dates de sortie : 
  - États-Unis : 13 août 1932
  - France : 26 janvier 1936

## Distribution

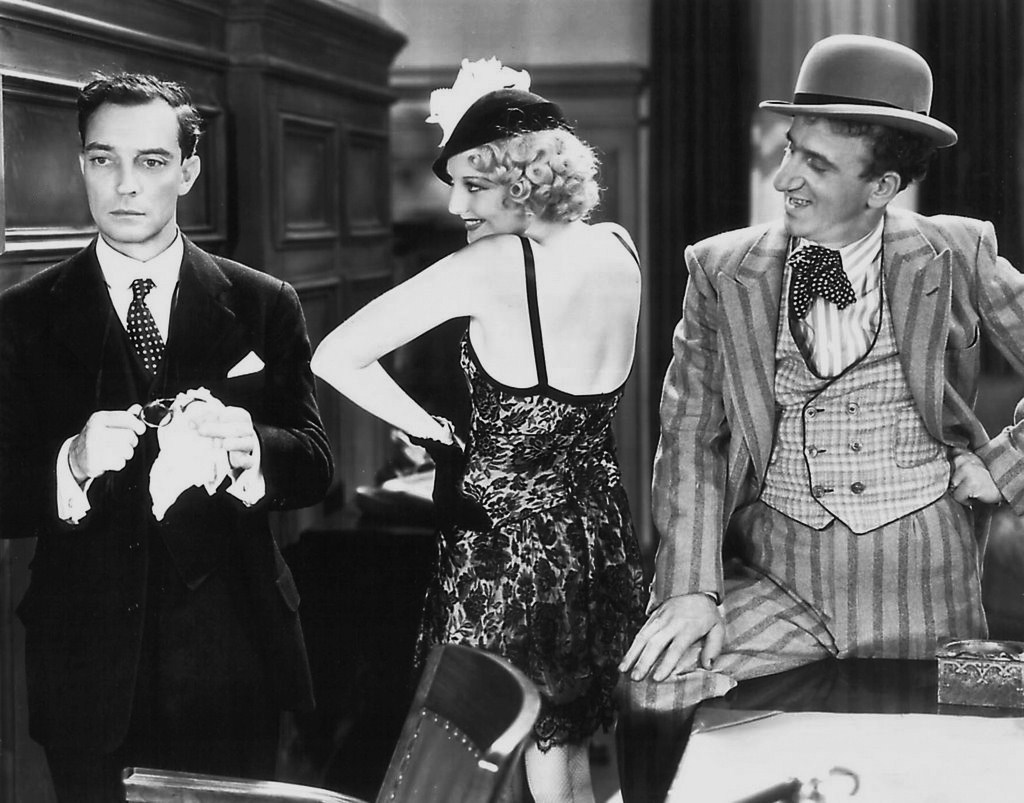
De gauche à droite : Buster Keaton, Thelma Todd et Jimmy Durante.

- Buster Keaton : Le professeur Timothy "Timmy" Z. Post Post
- Jimmy Durante : James 'Jimmy' Dodge
- Ruth Selwyn : Pansy Peets
- Thelma Todd : Eleanor Espere
- Hedda Hopper : Mme Peets
- William Pawley : Griffo
- Sidney Toler : le metteur en scène du spectacle
- Lawrence Grant : Le docteur Bolton
- Henry Armetta : Tony, l'acrobate
- Edward Brophy : Reno, l'assistant du metteur en scène

Acteurs non crédités
- Oscar Apfel : Le représentant de l'avocat
- Reginald Barlow : Billington
- DeWitt Jennings : Le shérif du comté de Lincoln
- Fred Kelsey : Le policier délivrant une injonction
- Inez Palange : Rosa, la fiancée de Tony
- Harry Tenbrook : le bagagiste